# Shaw, Mississippi
Shaw är en ort i Bolivar County och Sunflower County, i Mississippi. Vid 2020 års folkräkning hade Shaw 1 457 invånare.